# 雷斯科沃
56°00′46″N 45°01′31″E / 56.01278°N 45.02528°E
雷斯科沃（俄语：Лы́сково）是俄羅斯下諾夫哥羅德州東部的一個城市、雷斯科沃区縣治。位於伏爾加河南岸，距下諾夫哥羅德東南90公里。2002年人口23,901人。
1410年首見於文獻，1925年建市。